# Jean Baptiste Gay de Martignac

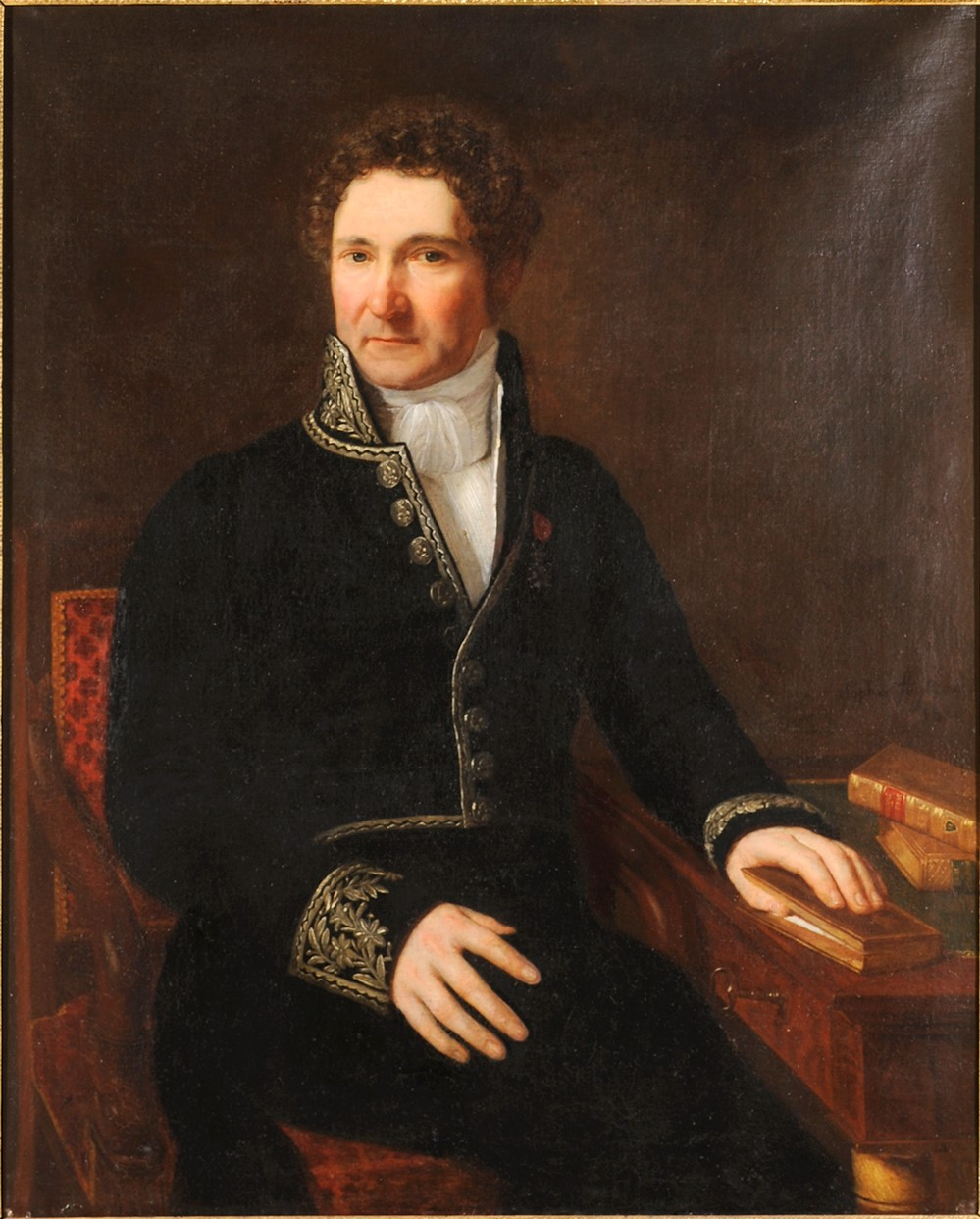
Jean-Baptiste Gay de Martignac.

Jean-Baptiste Sylvère Gay, burggraaf de Martignac (Bordeaux, 20 juni 1778 - Parijs, 3 april 1832) was een Frans staatsman gedurende de Bourbonrestauratie van 1814-1830 onder koning Karel X.

## Levensloop
In 1798 werd Gay de Martignac secretaris van Emmanuel Joseph Sieyès, een van de vijf leden van het Directoire. Vervolgens, na een intermezzo in het leger, richtte hij zich op de literatuur en produceerde door enkele kleine toneelstukken.
Gedurende het Empire was hij een succesvol advocaat in Bordeaux en in 1818 werd hij er advocaat-generaal van de Cour royale. In 1819 werd hij procureur-generaal in Limoges en in 1821 werd hij lid van de Kamer van Afgevaardigden, waar hij de ultraroyalistische politiek van Jean-Baptiste de Villèle steunde. In 1822 werd hij benoemd tot staatsraad, in 1823 vergezelde hij de hertog van Angoulême als civiele commissaris naar Spanje en in 1824 werd hij benoemd tot burggraaf en werd hij benoemd tot directeur-generaal van de registratie.
Zijn ultra-royalistische kijk in de politiek werd erg gewaardeerd door de doctrinairen en na de val van het ministerie van Villèle werd Gay de Martignac door koning Karel X gevraagd om een regering te vormen. Op 4 januari 1828 werd hij benoemd tot minister van Binnenlandse Zaken en voorzitter van de ministerraad. In deze functie was hij verantwoordelijk voor het afschaffen van de censuur voor de pers. Ook overtuigde hij de koning om de Ordinanties van 16 juni 1828 voor jezuïeten en kleine seminaries te ondertekenen.
Gay de Martignac werd zowel van extreemlinkse als extreemrechtse hoek aangevallen en toen een coalitie van deze groepen in april 1829 de verkiezingen in de Kamer won, werd hij vervangen door Jules de Polignac. In maart 1830 stemde Martignac met de meerderheid mee tegen de Ordinanties om het maatschappelijk leven beter te controleren. Bij de Julirevolutie koos hij echter de zijde van de legitimisten. In december 1830 verscheen Martignac voor het laatst in het openbaar om Polignac in de Kamer van Pairs te verdedigen.
- Biblioteca Nacional de España: XX1003799
- Bibliothèque nationale de France: cb14424163z (data)
- Catàleg d'autoritats de noms i títols de Catalunya: 981058509263306706
- Gemeinsame Normdatei: 117552380
- International Standard Name Identifier: 0000 0001 1737 2941
- Library of Congress Control Number: nr2001016548
- Base Léonore: LH//1102/54
- Système universitaire de documentation: 068701438
- Virtual International Authority File: 2687397
- WorldCat: E39PBJjXfDd6Vrb73TXcq3YF8C